# Cordylus giganteus
Cordylus giganteus és una espècie de sauròpsid (rèptil) escatós de la terrestre de la família Cordylidae que habita en les sabanes del sud d'Àfrica. Sol viure en petits grups, cavant caus i alimentant-se d'invertebrats i vertebrats petits.